# Khowst

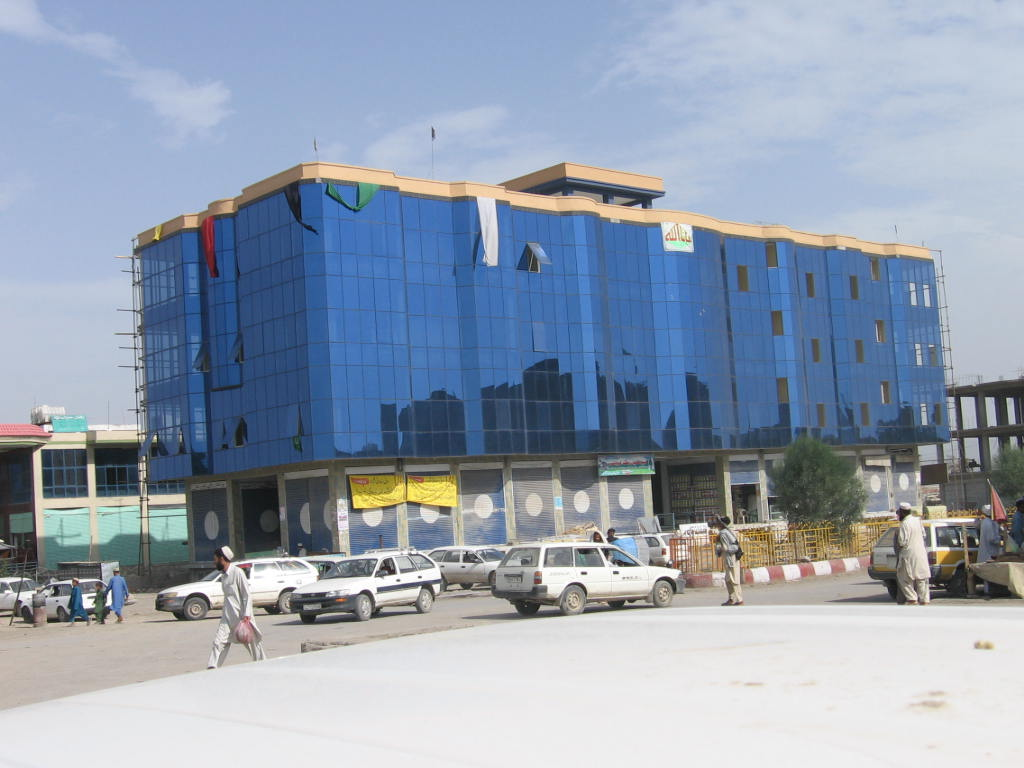

Khowst (in pashtu: خوست) è una città dell'Afghanistan, capoluogo della provincia di Khowst.

## Storia
Tra il 1856 e il 1925, Khost fu il teatro di tre ribellioni contro le forti tassazioni e l'ingerenza straniera nel paese, che durarono rispettivamente dal 1856 al 1857, 1912 e 1924-1925.
Durante la guerra sovietico-afghana, la città di Khowst fu assediata per più di otto anni. Poco dopo l'invasione dell'Afghanistan da parte delle truppe sovietiche, i guerriglieri afghani presero il controllo dell'unica via di terra che collegava Khowst e Gardez, mettendo di fatto un freno all'avanzata sovietica.
Durante l'assalto al complesso delle grotte di Zhawar Kili, i sovietici usarono il campo d'aviazione di Khowst come base di partenza per inviare truppe nella zona di combattimento, utilizzando gli elicotteri da trasporto armati Mil Mi-8.
Durante la guerra civile, la città venne presa dai Talebani nell'aprile 1995.